# Rekviem (cikel pesmi)
Rekviem, cikel pesmi ruske pesnice Ane Ahmatove, nastal v letih 1935−1940.

## Ozadje nastanka
Cikel pesmi je Ahmatova začela pisati leta 1935, temo zanj je črpala iz lastnega življenja, ko je pred Leningrajskim zaporom v množici prestrašenih in lačnih ljudi čakala na razglasitev sodbe glede svojega sina Leva Gumiljeva. Rekvijem je tako nastajal dolgih 5 let, vse do leta 1940. Pesmi ni zapisala več kot 10 let, temveč jih je hranila zgolj v svoji glavi, saj se je bala posledic, ki bi jih lahko doživela, če bi pesem prišla v roke takratne oblasti, ki je bila pod Stalinovim nadzorom. Režim je v tistem času avtorici prepovedoval kakršnokoli objavljanje pesmi, vendar se je Rekvijem ne glede na to po skritih vezeh kamlu razširil tudi za meje Rusije in svojo prvo - sicer delno - izdajo doživel leta 1963 v Nemčiji. V celoti je bil tekst prvič objavljen šele 21 let po avtoričini smrti in sicer leta 1987 v Rusiji.
Ahmatova v pesmih prevzame glas tisočerih trpečih žen in mater, ki so v letih Stalinovega režima izgubile svoje može ali otroke. Pesnica je z njimi delila svojo bolečino, strah in nemoč, saj je tudi sama doživela izgubo svojega prvega moža, ruskega pesnika in esejista Nikolaja Gumiljova,  ki so ga po krivi obtožbi leta 1921 ustrelili. Tudi njej tretji mož Nikolaj Punin je po krivi obtožbi sodelovanja z boljševiki končal v gulagu, kjer je od izčrpanosti in bolezni umrl. V tistem času so oblasti tudi večkrat zaprle njenega sina Leva in tako njemu kot njej nemalokrat grozili s smrtjo. 
Rekviem, drugače maša za umrle, je za avtorico natanko to. Poklon vsem umrlim in trpečim, ki sami niso zmogli spregovoriti o svojem trpljenju, zato je skozi njihove oči s svojimi besedami spregovorila avtorica. 

## Zgradba cikla
Cikel sestoji iz več poglavij, v katerih so zastopane različne ideje in misli. Da bi zajela najrazličnejša občutja človeka, se deli cikla med seboj razlikujejo tudi po številu kitic in verzov  ter po ritmu in rimi. V Predgovoru, ki ga je dopisala šele nekaj let pred smrtjo, leta 1961, pove, da ni tako kot mnogi intelektualci pobegnila v tujino, pač pa je ostala v Rusiji, kjer je trpela skupaj s svojim ljudstvom, ki ga ni hotela zapustiti. Temu uvodu sledi del z naslovom Namesto predgovora, v katerem avtorica pojasni, kaj je bil povod za nastanek Rekviema. Hotela je spregovoriti v imenu vseh trpečih, ki sami tega ne zmorejo. V Posvetilu se spomni tistih, ki so skupaj z njo v neskončnih vrstah zaporov čakali na izvršitev krivičnih sodb. Obsodi zločinski sistem, ki je na tisoče ljudi obsodil na pogubo in propad. Mogočne metafore rabljene v tem delu cikla nakazujejo nenadomestljivo vrzel in žalost, ki so jo obsojeni pustili za seboj. 
V Uvodu govori o izgubi lepote Leningrada in o temi, ki je zajela vso Rusijo. Sledi  deset pesmi označenih z rimskimi številkami, v katerih je poudarjena osebna avtoričina izkušnja. Prikaže nam podobo osamljene ženske, na nekaterih delih že skoraj zblaznele od trpljenja in obupa. Niha med okrutno realnostjo čakanja na svojega sina in brezupom, ki jo vedno bolj zajema. Pred nami razgrinja svoje spomine in čustva. Bralcu so podani tudi točni časovni podatki, ki so ponekod opremljeni tudi z datumom. Vsebinski prelom se zgodi v sedmi pesmi, kjer se pesmica ob sinovi obsodbi preda malodušju in ne vidi več nikakršnega upanja za njegovo rešitev. Ideja, ki nam jo sporoča skozi verze, je jasno razvidna: če želimo preživeti bolečino, moramo postati kot kamen. Neuničljivi in trdi, saj le tako ne bomo čutili trpljenja okoli nas.V osmi pesmi avtorica poziva smrt, naj zavoljo nje pohiti s svojim prihodom, saj je bolečina, ki jo občuti na tem svetu, premočna. Naveličana je čakanja in smrti sporoča, da je pripravljena na njen prihod. Vse, kar jo je navezovalo na zemeljski svet, je izginilo skupaj z vero v boljšo prihodnost.V deseti pesmi, Križanje, je zajeta tragedija in bolečina tisočerih mater, ki so bile priča usmrtitvi svojih sinov. Njihovo bolečino primerja z bolečino Kristusve matere Marije, ki na križu opazuje smrt svojega sina. 
Epilog je sestavljen iz dveh delov. V prvem se ponovno obrača k tistim, ki so skupaj z njo čakali v neskončnih jetniških vrstah. V molitvi se obrača na Boga. V molitvi pa ne prosi zase, pač pa za vse tiste, ki so umrli v temnicah zaporov. V drugem delu epiloga pesnica opisuje mogočo prihodnost, v kateri ji ruski narod postavi spomenik, za katerega pa ne želi, da bi stal na njenem rojstnem kraju, pač pa pred zidovi ječ, kjer je pretrpela toliko časa. Ne želi, da svet pozabi trpljenje ruskega ljudstva in gorja vsakega posameznika.